# Мелинда Цинк
Мелинда Цинк (мађ. Czink Melinda; Будимпешта, 22. октобар 1982) је професионална мађарска тенисерка.
Почела је да игра са 10 година. Тренер јој је Нандор Вереш. У каријери је освојила 18 ИТФ турнира. Дебитовала је као професиомални играч 1. марта 2000.
Само једном је дошла у финале неког ВТА турнира 2005 у Канбери где је изгубила од Ане Ивановић
За репрезентацију Мађарске играла на Олимпијским играма у Атини 2004., појединачно и у пару и на Фед купу.
До сада није победила на ВТА турниру.

### Пласман на ВТА листи на крају сезоне
| Година  | 2000 | 2001 | 2002 | 2003 | 2004 | 2005 | 2006 | 2007 | 2008 | 2009 | 2010 |
| Пласман | 660  | 322  | 178  | 83   | 131  | 92   | 94   | 124  | 103  | 38   | 311  |

## Резултати Мелинде Цинк

### Победе појединачно
Ниједан турнир

### Порази у финалу појединачно (1)
|   | Датум    | име и место турнира     | Кат. | ($)     | Терен        | Победница    | Резултат |
| - | -------- | ----------------------- | ---- | ------- | ------------ | ------------ | -------- |
| 1 | 10/01/05 | Класик Канбера, Канбера | V    | 110.000 | Трвда (отв.) | Ана Ивановић | 7-5, 6-1 |

### Победе у пару
Ниједан турнир

### Порази у финалу у пару
Ниједан турнир

### Учешће наГренд слемтурнирима

#### Појединачно
| Година | Аустралијан Опен | Аустралијан Опен | Ролан Гарос | Ролан Гарос    | Вимблдон | Вимблдон      | Ју-Ес Опен | Ју-Ес Опен       |
| ------ | ---------------- | ---------------- | ----------- | -------------- | -------- | ------------- | ---------- | ---------------- |
| 2003.  | 1 коло           | Чанда Рубин      | -           | -              | -        | -             | 3 коло     | Линдси Давенпорт |
| 2004.  | 2 коло           | В. Звонарјева    | 1 коло      | В. Р. Пасквал  | 1 коло   | Алиша Молик   | 1 коло     | М. Е. Камерин    |
| 2005.  | -                | -                | -           | -              | 1 коло   | Амели Моресмо | -          | -                |
| 2006.  | 1 коло           | Јуан Менг        | 2 коло      | А. Мискина     | 2 коло   | Еми Фрејзер   | 1 коло     | Аико Накамура    |
| 2007   | 1 коло           | В. Р. Пасквал    | 1 коло      | Ципора Обзилер | 1 коло   | Ана Ивановић  | -          | -                |
| 2009   | 1 коло           | Ђе Џенг          | -           | -              | -        | -             | -          | -                |

### У пару
| Година | Аустралијан Опен    | Аустралијан Опен     | Ролан Гарос        | Ролан Гарос              | Вимблдон         | Вимблдон        | Ју-Ес Опен       | Ју-Ес Опен           |
| ------ | ------------------- | -------------------- | ------------------ | ------------------------ | ---------------- | --------------- | ---------------- | -------------------- |
| 2004.  | 1 коло Аника Карпош | П. Мандула П. Вартуч | -                  | -                        | -                | -               | -                | -                    |
| 2005.  | -                   | -                    | -                  | -                        | -                | -               | -                | -                    |
| 2006.  | -                   | -                    | 1 коло Каја Канепи | Сибила Бамер Јулија Шруф | 1 коло Вања Кинг | Јанг Ђи Џенг Ђе | 1 коло С. Занети | Марет Ани Мајлен Тју |

### Учешће у Фед купу
Детаљи о учешћу у Фед купу види:
(језик: енглески) fedcup.com